# لورن بوش
لورن بوش (انگلیسی: Lauren Bush؛ زادهٔ ۲۵ ژوئن ۱۹۸۴) یک مدل (شخص) اهل ایالات متحده آمریکا است.